# Siem Reap
Siem Reap (សៀមរាប, littéralement « là où les Siamois se sont faits aplatir »; il faut prononcer /siem riep/ et non pas /siem réap/) est la capitale de la province de Siem Reap, située au Cambodge, à proximité du complexe archéologique d'Angkor et à environ 314 km au nord-nord-ouest de la capitale Phnom Penh.

## Description
Siem Reap a une architecture de style colonial et chinois notamment dans le quartier français et autour du Vieux Marché. 
En ville on trouve des festivals de danse Apsara, des magasins d'artisans, des fermes séricicoles, des rizières, des villages de pêcheurs et des sanctuaires pour oiseaux près du lac Tonlé Sap.

C'est une ville en plein développement du fait de l'attraction touristique en plein essor que représentent les temples d'Angkor depuis la fin de la guerre et les dernières attaques Khmers rouges qui eurent lieu jusqu'en 1994. Le tourisme s'est particulièrement accéléré depuis les années 2000. De nombreux hôtels y ont été construits et d'autres sont en construction grâce notamment à l'apport de capitaux étrangers. Beaucoup de petits établissements sont concentrés autour du Vieux Marché, alors que les hôtels les plus chers sont situés entre l'aéroport international de Siem Reap-Angkor et Siem Reap le long de la route nationale 6. Il y a aussi une variété d'hôtels et de restaurants de catégorie moyenne le long de la rue Sivatha et dans la zone de Phsar Leu. Il y reste quelques édifices antérieurs à l'indépendance, appelés compartiments chinois (en anglais : shophouses) constitués de deux, trois ou quatre niveaux : boutique sur la rue, entrepôt et séjour à l'arrière ; et appartements dans les étages supérieurs.

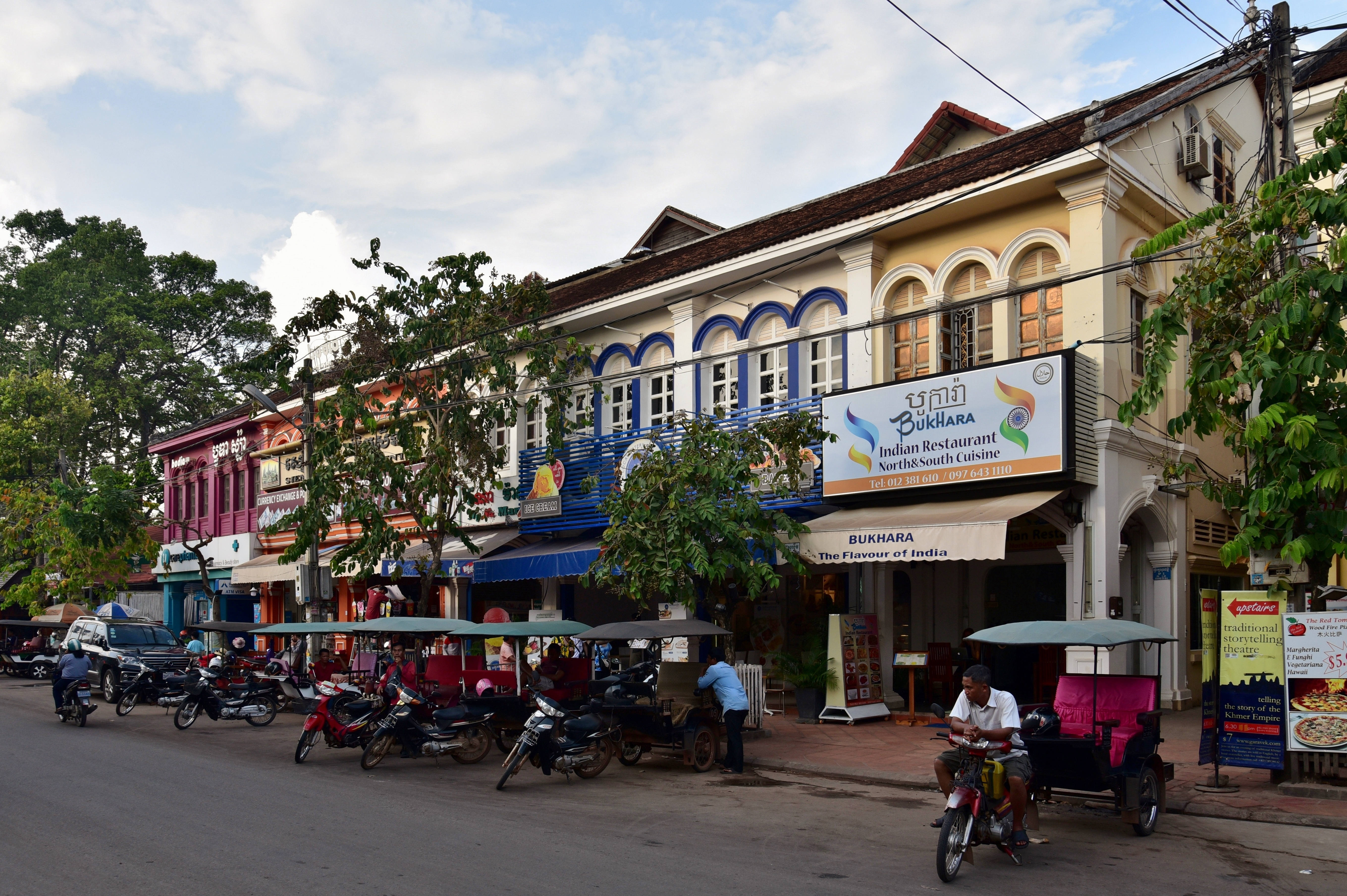
Compartiments chinois typiques

Siem Reap aussi le nom d'une rivière sacrée tributaire du Tonlé Sap.

## Histoire
Siem Reap signifie « Siamois aplatis » et évoque une bataille opposant les armées siamoise et khmère qui vit la victoire de cette dernière.
En 1901, l'École française d'Extrême-Orient (EFEO) a commencé une longue association avec Angkor en réalisant les premiers travaux de dégagement et de documentation photographique au temple du Bayon. En 1907, la province de Siem Reap qui était sous contrôle siamois depuis plus d'un siècle, a été rétrocédée au Cambodge et l'EFEO a reçu la responsabilité du dégagement, de la restauration et de l'entretien du site d'Angkor. Elle a créé pour ce faire la Conservation d'Angkor et en a conservé la direction scientifique après l'indépendance, jusqu'à la prise de pouvoir des Khmers rouges en 1975.
Dès la première année, les premiers touristes arrivèrent à Angkor. En trois mois, la ville enregistra 200 visiteurs ce qui n'était alors jamais arrivé précédemment. Considérer toutefois qu'Angkor avait été « sauvé » de la jungle est un tropisme typiquement européen, qui contribue à perpétuer le mythe de la « découverte » d'Angkor par l'occident - largement instrumentalisé dans le contexte d'expansion coloniale du XIXe siècle. Alors qu'Angkor Vat était largement connu et était demeuré un des hauts-lieux de pèlerinage bouddhique en Asie du Sud-Est...

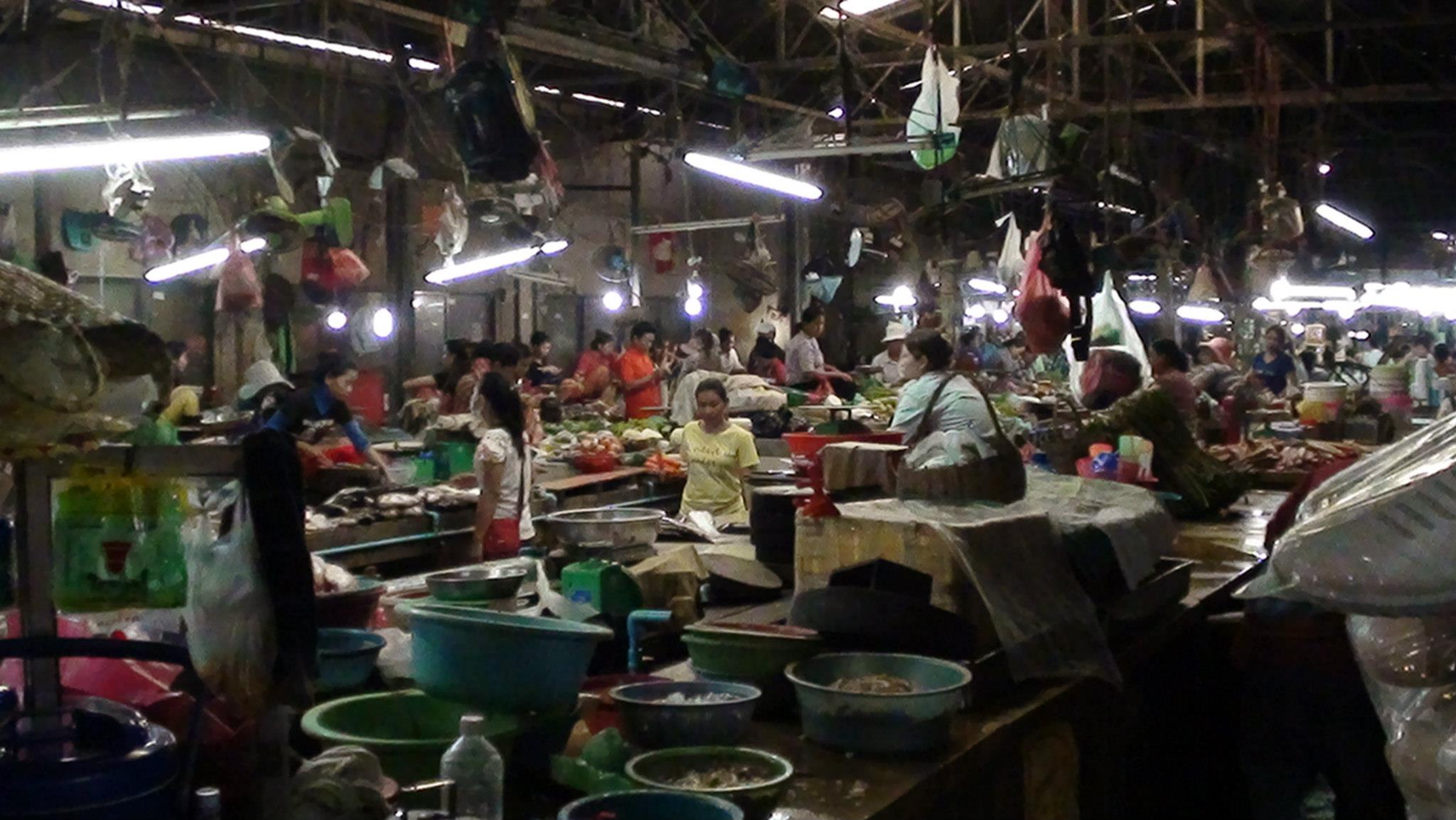
Marché de Siem Reap

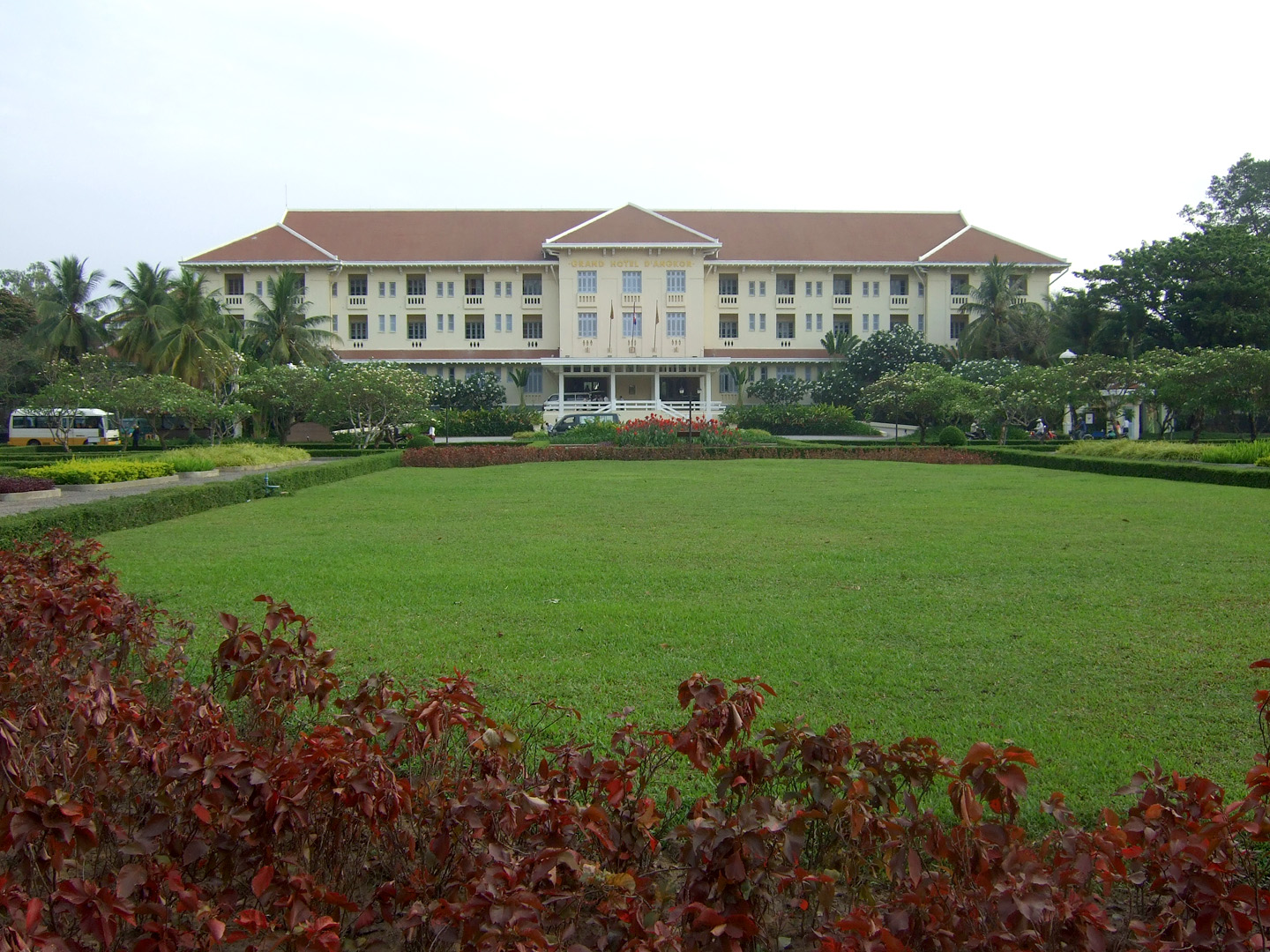
Grand Hotel d'Angkor

## Transport
Aéroport international de Siem Reap-Angkor

## À voir aussi
- Musée cambodgien des mines terrestres, 25 km au nord de la ville
- Musée de la guerre du Cambodge (War Museum Cambodia)

## Personnalités
- Son Chhay (1956-), homme politique, est né à Siem Reap.

## Jumelage
- Fontainebleau (France) depuis le 11 juin 2000
- Kōta (Japon)[2]